# Fla-Flu
Fla-Flu es como se conoce coloquialmente al encuentro de fútbol brasileño entre dos de los clubes más populares y tradicionales del Estado de Río de Janeiro: el Clube de Regatas do Flamengo y el Fluminense Football Club. El término Fla-Flu (simplificación de Flamengo-Fluminense) fue impulsado por el periodista Mário Filho en 1933, cuando buscaba recursos para motivar la asistencia de espectadores al campeonato de la recién creada Liga Carioca de Futebol (Liga Carioca de Fútbol), entidad que funcionó de forma paralela a la Associação Metropolitana de Esportes Athleticos (Asociación Metropolitana de Deportes Atléticos) entre 1933 y 1934 y a la Federação Metropolitana de Desportos (Federación Metropolitana de Deportes) desde 1936 hasta 1937.
Denominado por el periodista Mário Rodrigues Filho como O Clássico das Multidões (Clásico de las multitudes), el clásico entre Flamengo y Fluminense registra el récord mundial de asistencia de público para un encuentro de fútbol entre clubes; el 15 de diciembre de 1963 por la final del Campeonato Carioca, Flamengo se coronó campeón tras empatar frente a Fluminense por 0 a 0 ante 194 603 espectadores en el Estadio Maracaná.
La rivalidad entre ambos equipos tuvo su origen en octubre de 1911, cuando un grupo de jugadores de Fluminense, descontentos con el manejo institucional de este, decidieron abandonar el club e integrase a las filas del Flamengo, que hasta ese instante no contaba con una sección oficial de fútbol.
El primer Fla-Flu de la historia aconteció el 7 de julio de 1912 y finalizó con triunfo para Fluminense por 3 a 2, ante 800 espectadores, siendo el primer gol en la historia del clásico convertido por Edward Calvert al minuto de juego.
A partir de entonces, se enfrentaron en 456 oportunidades, con 167 encuentros ganados para Flamengo, 147 empates y 142 triunfos de Fluminense. Una de las razones de su rivalidad es que históricamente —hasta el día de hoy—, mientras la hinchada Flamengo se identifica como la gente más humilde de Río de Janeiro, los del Fluminense, fundado por hijos de ricos expatriados procedentes de Reino Unido, siempre se identificaron como los de clase social alta de la ciudad.
Los 2 han se enfrentado un total de 27 veces en series eliminatorias, con ventaja de 15 triunfos para Flamengo y 12 para Fluminense. Los 2 han jugado 9 finales del Campeonato Carioca, con 5 títulos para el Fla y 4 para el Flu (durante muchas décadas el torneo se jugó con sistema de puntos, por lo que varios clásicos fueron históricos y decisivos para el torneo, pero no fueron decisiones).

## Estadísticas

### Historial general
| Torneo                       | PJ  | G. FLA | E   | G. FLU | Goles FLA | Goles FLU |
| ---------------------------- | --- | ------ | --- | ------ | --------- | --------- |
| Campeonato Brasileño         | 73  | 27     | 20  | 27     | 89        | 82        |
| Copa de Brasil               | 2   | 1      | 1   | 0      | 2         | 0         |
| Copa Sudamericana            | 4   | 1      | 3   | 0      | 5         | 4         |
| Torneo Río-São Paulo         | 22  | 8      | 6   | 8      | 28        | 26        |
| Campeonato Carioca           | 271 | 99     | 90  | 82     | 400       | 364       |
| Otros torneos estatales      | 37  | 14     | 10  | 13     | 52        | 56        |
| Torneo Inicio                | 10  | 2      | 4   | 4      | 6         | 7         |
| Partidos y torneos amistosos | 36  | 15     | 13  | 8      | 69        | 51        |
| Total                        | 456 | 167    | 147 | 142    | 651       | 590       |

### Evolución del historial por década
Para las siguientes estadísticas se tienen en cuenta todos los partidos entre los dos equipos.
| Década    | Victorias de Flamengo | Empates | Victorias de Fluminense | Diferencia en el historial | Década ganada por |
| --------- | --------------------- | ------- | ----------------------- | -------------------------- | ----------------- |
| 1910-1919 | 8                     | 6       | 7                       | +1 (8–7)                   | Flamengo          |
| 1920-1929 | 7                     | 10      | 6                       | +2 (15–13)                 | Flamengo          |
| 1930-1939 | 14                    | 12      | 18                      | +2 (29–31)                 | Fluminense        |
| 1940-1949 | 16                    | 17      | 14                      | 0 (45–45)                  | Flamengo          |
| 1950-1959 | 15                    | 4       | 17                      | +2 (60–62)                 | Fluminense        |
| 1960-1969 | 19                    | 17      | 7                       | +10 (79–69)                | Flamengo          |
| 1970-1979 | 16                    | 18      | 18                      | +8 (95–87)                 | Fluminense        |
| 1980-1989 | 12                    | 14      | 8                       | +12 (107–95)               | Flamengo          |
| 1990-1999 | 13                    | 14      | 15                      | +10 (120–110)              | Fluminense        |
| 2000-2009 | 15                    | 13      | 12                      | +13 (135–122)              | Flamengo          |
| 2010-2019 | 19                    | 13      | 9                       | +23 (154–131)              | Flamengo          |
| 2020-2029 | 13                    | 9       | 11                      | +25 (167–142)              | en curso          |

Datos actualizados al último partido jugado el 20 de julio de 2025.

### Decisiones de campeonato
1. Campeonato Carioca de 1936: Fluminense (1)
2. Campeonato Carioca de 1973: Fluminense (2)
3. Campeonato Carioca de 1991: Flamengo (1)
4. Campeonato Carioca de 2017: Flamengo (2)
5. Campeonato Carioca de 2020: Flamengo (3)
6. Campeonato Carioca de 2021: Flamengo (4)
7. Campeonato Carioca de 2022: Fluminense (3)
8. Campeonato Carioca de 2023: Fluminense (4)
9. Campeonato Carioca de 2025: Flamengo (5)

## Palmarés
| Competiciones             | Flamengo | Fluminense |
| ------------------------- | -------- | ---------- |
| Copa Intercontinental     | 1        | 0          |
| Copa Internacional de Río | 0        | 1          |
| Copa Libertadores         | 3        | 1          |
| Recopa Sudamericana       | 1        | 1          |
| Copa Mercosur             | 1        | 0          |
| Copa de Oro Nicolás Leoz  | 1        | 0          |
| Campeonato Brasileño(1)   | 7        | 4          |
| Copa Unión                | 1        | 0          |
| Copa de Brasil            | 5        | 1          |
| Supercopa de Brasil       | 3        | 0          |
| Copa de Campeones         | 1        | 0          |
| Campeonato Carioca        | 39       | 33         |
| Torneo Río-São Paulo(2)   | 1        | 2          |
| Primeira Liga             | 0        | 1          |
| Total general             | 64       | 44         |

(1) El Flamengo considera la Copa União como un Campeonato Brasileño pero, aunque el Copa União se considera un título oficial nacional por la confederación brasileña de fútbol, no se considera oficialmente un Campeonato Brasileño. Eso hace que el Flamengo tenga oficialmente 7 Campeonatos Brasileños y 8 ligas nacionales. 
(2) En 1940 la competición fue interrumpida con Fluminense y Flamengo en cabeza, sin que la CBD hiciera oficial el título, sin embargo, los clubes y periódicos de la época dieron por definitivo el resultado y declararon Flamengo y Fluminense como legítimos campeones de la competición. Ambos Clubs actualmente se consideran Campeones de la Competencia y este título está entre sus logros.

## Mayor asistencia de público
1. Flamengo 0-0 Fluminense, 194 603, Campeonato Carioca, 15 de diciembre de 1963.
2. Flamengo 2-3 Fluminense, 171 599, Campeonato Carioca, 15 de junio de 1969.
3. Flamengo 0-0 Fluminense, 155 116, Campeonato Carioca, 16 de mayo de 1976.
4. Flamengo 0-1 Fluminense, 153 520, Campeonato Carioca, 16 de diciembre de 1984.
5. Flamengo 0-2 Fluminense, 138 599, Campeonato Carioca, 2 de agosto de 1970.
6. Flamengo 1-1 Fluminense, 138 557, Campeonato Carioca, 22 de abril de 1979.
7. Flamengo 5-2 Fluminense, 137 002, Campeonato Carioca, 23 de abril de 1972.
8. Flamengo 2-1 Fluminense, 136 829, Campeonato Carioca, 7 de septiembre de 1972.
9. Flamengo 3-3 Fluminense, 136 606, Campeonato Carioca, 18 de octubre de 1964.
10. Flamengo 1-0 Fluminense, 124 432, Campeonato Carioca, 23 de septiembre de 1979.
11. Flamengo 2-1 Fluminense, 122 434, Campeonato Carioca, 6 de diciembre de 1953.
12. Flamengo 3-0 Fluminense, 122 142, Campeonato Carioca, 29 de agosto de 1982.
13. Flamengo 2-3 Fluminense, 120 418, Campeonato Carioca, 25 de junio de 1995.
14. Flamengo 2-3 Fluminense, 116 266, Campeonato Carioca, 16 de agosto de 1953.
15. Flamengo 2-0 Fluminense, 114 277, Campeonato Carioca, 28 de agosto de 1977.
16. Flamengo 1-0 Fluminense, 113 840, Campeonato Carioca, 29 de julio de 1962.
17. Flamengo 0-0 Fluminense, 113 805, Campeonato Carioca, 22 de septiembre de 1985.
18. Flamengo 5-3 Fluminense, 113 602, Amistoso, 20 de enero de 1999.
19. Flamengo 0-0 Fluminense, 112 415, Campeonato Carioca, 4 de abril de 1971.
20. Flamengo 2-1 Fluminense, 110 727, Campeonato Carioca, 2 de octubre de 1983.
21. Flamengo 0-0 Fluminense, 110 000, Campeonato Carioca, 12 de febrero de 1995.

Nota: Ese Fla-Flu de 1963 no es solo el Fla-Flu con mayor asistencia de público, sino también el partido de fútbol entre clubes con la mayor asistencia de público en general.